# Die Habenichtse (Band)
Die Habenichtse sind eine deutschsprachige Band aus Hannover, die im Folk, Rock und Mittelalter angesiedelt ist.

## Geschichte
Die Gruppe aus drei Musikern und einer Musikerin versteht sich als Konzeptband unter dem Motto „Feiere das Leben, nimm mit, was du kannst und vagabundier dich durchs Leben“ bei dennoch auch ernsteren und tiefergehenden Liedtexten. Die Musiker stellen Bettler dar, die sich selbst nicht allzu ernst nehmen. Die Band hatte bis 2020 wechselnde Mitglieder, seither besteht eine feste Besetzung. Sie tritt vor allem auf Folk- und Rock-Festivals wie der SKH-Spectaculum-Eventreihe, den Mittelaltermärkten von Sündenfrei oder dem Schlosshoffestival und ähnlichen Events auf.
Das Debütalbum Kupfer ist das neue Gold erschien 2013 in der Gründungskombination aus Djembe, zwei Gitarren, zwei Sängern, einer Sängerin und Geige, produziert in einem kleinen Privatstudio. Das zweite Album Trinkpause! erschien 2017 über Timezone und wurde im Tonstudio DocMaKlang in Osnabrück produziert. Mit dem dritten Album Heckenpennerutopie kam auch das Schlagzeug als festes Element in den Bandsound. 
Das vierte Album Schmierentheater wurde ebenfalls bei DocMaKlang produziert. Dort sind Gastauftritte von Mr. Hurley von Mr. Hurley & die Pulveraffen (im Lied Taverne, Taverne), so wie Die Streuner (im Lied Spelunkenvagabunden) vorhanden.

## Diskografie
- 2013: Kupfer ist das neue Gold
- 2017: Trinkpause!
- 2020: Heckenpennerutopie
- 2024: Schmierentheater